# Испанский театр военных действий Второй Пунической войны

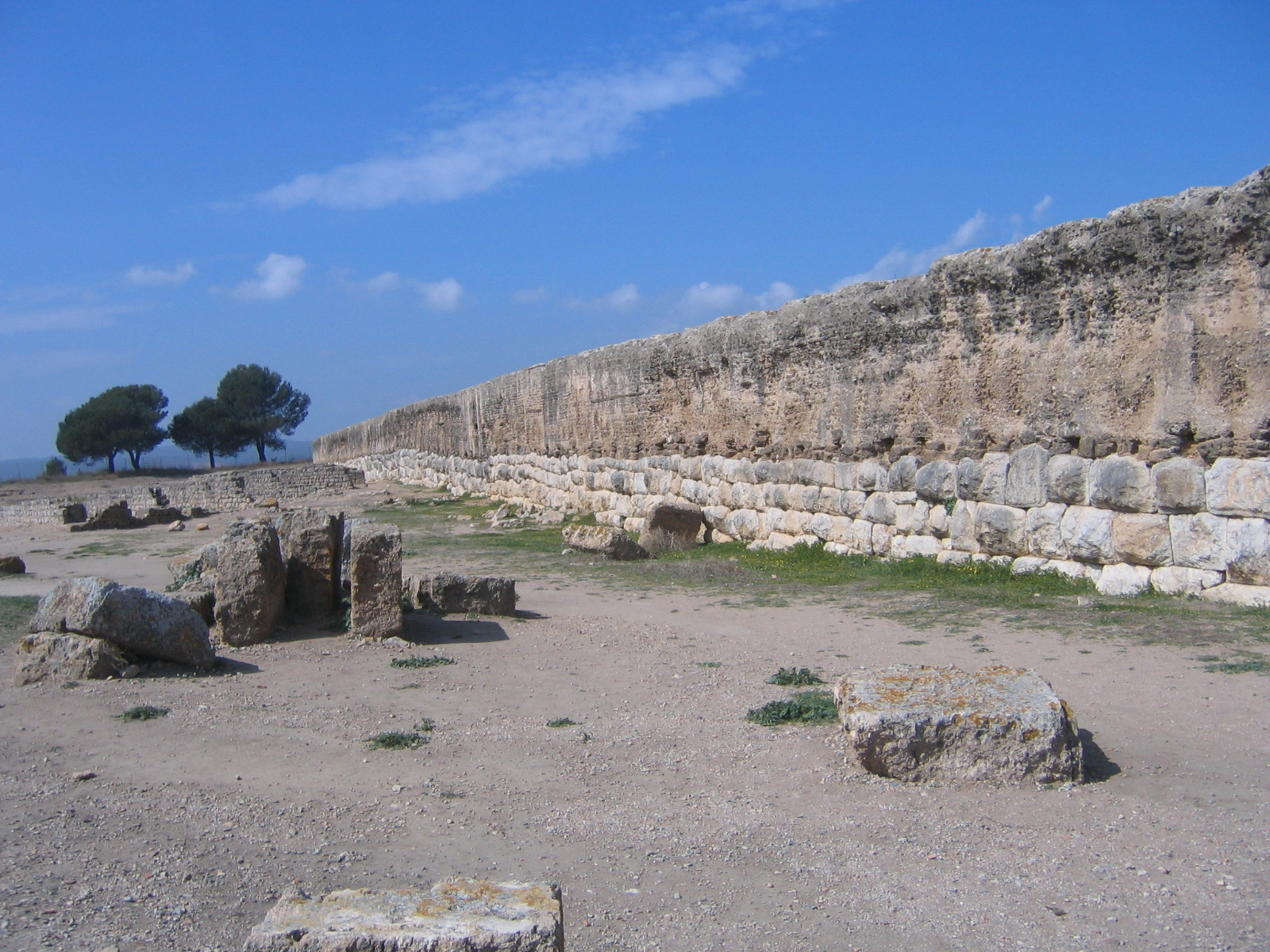
Римская крепостная стена в Эмпорионе, откуда началось проникновение римлян на Пиренейский полуостров.

Испанский театр военных действий — боевые действия во время Второй Пунической войны, происходившие в Испании между войсками Карфагена и Рима в 218—206 годах до н. э. Изначально существенную часть этого региона контролировали карфагеняне, использовавшие её как базу для вторжения в Италию. Римляне в самом начале войны двинули в Испанию армию. Боевые действия шли с переменным успехом: в 211 году до н. э. были разбиты и погибли оба римских командующих, но сменивший их Публий Корнелий Сципион (впоследствии Африканский) в течение нескольких кампаний разгромил карфагенян и занял все их владения. Гасдрубал Баркид, разбитый при Бекуле в 208 году до н. э., увёл армию в Италию на соединение с Ганнибалом и там был разгромлен окончательно. По итогам войны на Пиренейском полуострове были созданы две провинции Рима, Ближняя Испания и Дальняя Испания; опираясь на них, римляне продолжили завоевание региона, завершившееся только в конце I века до н. э.

## Испания к 218 году до н. э.

Владения Рима и Карфагена к началу Второй Пунической войны

После поражения в первой войне с Римом (264—241 годы до н. э.) Карфаген начал завоевание Испании, в которой до этого момента контролировал только отдельные финикийские колонии на побережье. Карфагеняне хотели компенсировать потерю Сицилии, получить доступ к ценным металлам (серебру и олову), создать базу для нового этапа борьбы с Римом. Гамилькар Барка в 237 году до н. э. высадился в Испании и быстро установил контроль над южной частью страны. После его гибели в сражении в 229 году до н. э. командование перешло к его зятю Гасдрубалу Красивому, который расширил сферу карфагенского влияния на всю восточную часть Испании до реки Ибер. Административным центром стал основанный Гасдрубалом Новый Карфаген, быстро превратившийся в важный центр торговли.
В 221 году до н. э. Гасдрубал погиб. Наместником Карфагенской Испании стал сын Гамилькара Барки Ганнибал, который продолжил завоевания. Рим к тому времени внимательно следил за происходящим на Пиренейском полуострове, считая усиление Карфагена серьёзной угрозой. В 226 году до н. э. римляне навязали Гасдрубалу договор о реке Ибер как северной границе карфагенского влияния; позже они заключили союз с городом Сагунт, находившимся к югу от этой реки (220 год до н. э.). Ганнибал тем не менее начал войну с этим городом, проигнорировав протест Рима.
После семимесячной осады Сагунт был взят (219 год до н. э.). После этого Рим объявил Карфагену войну.

## Боевые действия
Ганнибал изначально планировал действовать на территории Италии, поэтому весной 218 года до н. э. он с основной частью своей армии двинулся на север. В Испании осталась 15-тысячная армия во главе с Гасдрубалом, которая должна была удерживать в покорности местные племена. Римляне, ничего не зная о планах противника, решили направить в Испанию одного из своих консулов (провинцией второго должна была стать Африка). Публий Корнелий Сципион с 25-тысячной армией переправился в Массилию, но там узнал, что Ганнибал уже подходит к Родану. Тогда он вернулся в Пизу, а брата Гнея Корнелия Сципиона Кальва с большей частью войска отправил в Испанию.

### Карфагеняне против братьев Сципионов
Гней Сципион высадился в Эмпориях и, действуя мирно, вскоре заключил союз с большинством племён испанского побережья между Пиренеями и устьем Ибера. Карфагенский наместник этой части Испании Ганнон поспешил дать сражение, но был разбит при Циссисе и попал в плен вместе с царём илергетов Индебилом. Вскоре Гасдрубал Баркид совершил два рейда за Ибер, нанёс ощутимые потери римским морякам и корабельным солдатам, которые разбрелись по стране, и спровоцировал восстание илергетов. Однако Сципион Кальв смог подавить восстание, после чего зазимовал в Эмпориях, перерезав сухопутные коммуникации между Карфагенской Испанией и армией Ганнибала. Война в регионе приобрела затяжной характер.
В 217 году до н. э. Гасдрубал предпринял масштабное наступление на римлян на суше и на море. Сципион в устье Ибера разгромил карфагенский флот, захватив двадцать пять кораблей из сорока. Это резко изменило баланс сил: римские корабли достигли Нового Карфагена и разграбили его окрестности, а Гней Корнелий с армией дошёл до Кастулонских гор, оттеснив Гасдрубала в Лузитанию. В этот момент против Рима восстали илергеты, поддержанные карфагенянами, но Сципион со своей стороны инспирировал вторжение кельтиберов во владения Карфагена.
В том же году (217 до н. э.) в Испанию прибыл Публий Сципион с 8-тысячным корпусом, и с этого момента братья Сципионы командовали совместно. Оба они обладали полномочиями проконсулов, но при этом Гней Корнелий мог обладать преимуществом как более старший консуляр. Братья предприняли рейд на Сагунт и захватили содержавшихся там испанских заложников, которых отпустили домой. В результате очень многие иберийские племена перешли на сторону Рима, что сказалось на ходе боевых действий.
После очередной зимовки Гасдрубал, выполняя полученный из Карфагена приказ, двинулся на север, чтобы повторить путь Ганнибала и присоединиться к нему в Италии. Известие об этом походе встревожило Сципионов, уверенных, по словам Тита Ливия, что «Ганнибал один замучил Италию, а если к нему присоединится Гасдрубал с испанским войском, то римскому государству придёт конец». Римляне преградили путь карфагенской армии. В сражении, в котором ни у одной из сторон, видимо, не было заметного перевеса в численности, решающую роль сыграло нежелание иберийской пехоты Гасдрубала уходить из Испании. В самом начале битвы иберы начали отступать, а вскоре просто обратились в бегство. Евтропий сообщает о 25 тысячах убитых со стороны Карфагена, но, судя по описанию битвы, потери должны были быть не слишком большими.
Одержав эту победу, Сципионы дали Риму дополнительные шансы оправиться от масштабного поражения при Каннах. Ситуация в Испании же осталась неустойчивой. Проконсулы, вынужденные сражаться уже с тремя карфагенскими армиями (Гасдрубала, Гимилькона и Магона Баркида) столкнулись с серьёзными проблемами снабжения; тем не менее в 215 году они разбили противника, осаждавшего Илитургис, а позже одержали победу над Гасдрубалом при Интибилисе. Ливий пишет в связи с этим о 13 тысячах убитых карфагенян. Эти потери представляются историкам завышенными, но других данных нет.
В 214 году до н. э. карфагеняне окружили Публия на холме в районе Акра Левке. На помощь окружённым пришёл Гней, который потом прорвался в осаждённый Илитургис, на следующий день одержал победу в большом сражении (за два дня боёв карфагеняне потеряли 12 тысяч человек убитыми), оттеснил врага от города Бигерра. В битве при Мунде он снова одерживал верх, но был ранен, и поэтому римляне отступили. Позже римляне одержали ещё две победы при Авринге и взяли Сагунт.
В дальнейшем для усиления своей армии Сципионы начали впервые в римской истории привлекать наёмников: только за зиму 213—212 годов было нанято порядка 20 тысяч кельтиберов. С этими силами проконсулы решили нанести врагу решительный удар во время очередной кампании (по одним данным Ливия, её следует датировать 212 годом до н. э., по другим — 211, и исследователи считают второй вариант более правдоподобным). Римляне были уверены в своей победе. Публий Корнелий с двумя третями римского войска двинулся против Магона и Гасдрубала, сына Гисгона, а Гней Корнелий с оставшейся третью римлян и всеми кельтиберами — против Гасдрубала Баркида.
Таким образом, кельтиберы составляли большую часть армии Сципиона Кальва. Его противник пустил в ход подкуп, и все римские наёмники оставили лагерь, объяснив это междоусобной войной у себя на родине. Гнею Корнелию пришлось отступать перед надвигавшимся на него Гасдрубалом Баркидом. Тем временем другие карфагенские военачальники разгромили армию Публия Корнелия (он сам погиб в бою) и присоединились к своему коллеге. Сципион Кальв понял, что произошло, и, осознавая безнадёжность своего положения, возобновил отступление ночью. На следующий день враги его настигли; римляне заняли круговую оборону на невысоком холме, за обозными повозками, и какое-то время отбивали атаки. В конце концов карфагеняне взяли штурмом импровизированные укрепления. Гней Корнелий погиб, по одним данным, в схватке на холме, по другим — в находившейся неподалёку башне, куда он смог прорваться с несколькими солдатами. Большая часть его армии всё-таки смогла уйти за Ибер и там закрепиться.

### Карфагеняне против Публия Сципиона-младшего

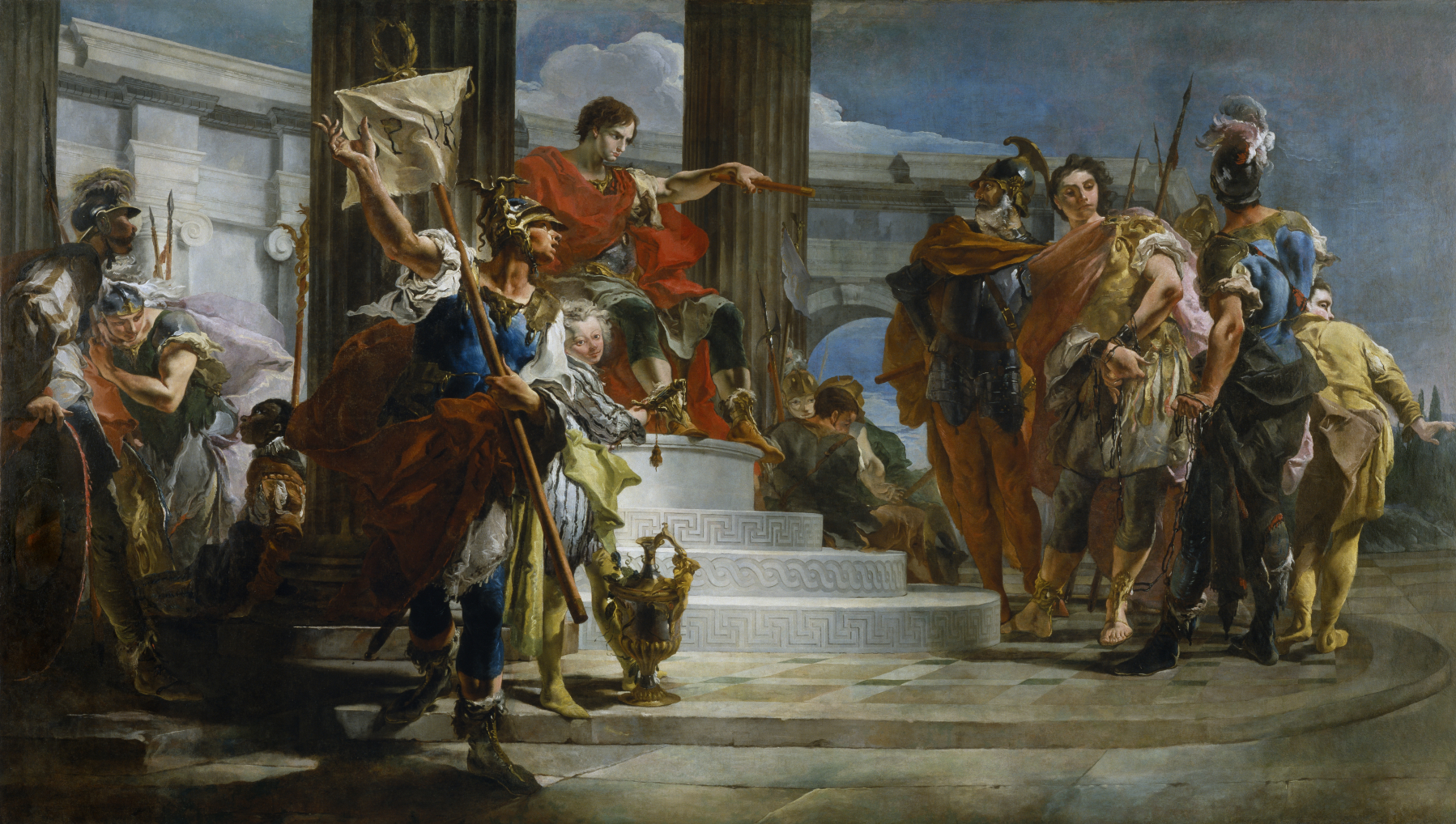
Сципион освобождает Массиву (картина Тьеполо)

В 211 году до н. э. римское народное собрание назначило проконсулом Испании Публия Корнелия Сципиона-младшего. Он прибыл в свою провинцию летом 210 года до н. э. с 11-тысячной армией, к которой присоединил ещё 13 тысяч человек, находившиеся к тому времени на Пиренеях. Этим силам противостояли карфагенские армии Гасдрубала Баркида, Магона Баркида и Гасдрубала сына Гисгона, намного превосходившие римлян по численности.
Дальнейшие события показали, что у нового полководца есть своя стратегия: Публий сделал районом постоянного базирования римской армии греческие города к северу от Ибера, предпринимая оттуда масштабные, но кратковременные рейды на юг и юго-запад. При вербовке вспомогательных войск он отдавал предпочтение иберийцам с севера, в которых поддерживал надежды на свободный союз; при этом туземные части никогда не играли важную роль в его армии. Действуя против карфагенских полководцев, он использовал их разобщённость. В результате всего за четыре кампании Публий Корнелий смог полностью разгромить врага и поставить под контроль Рима обширную страну.
В 209 году до н. э. Сципион неожиданно для противника атаковал Новый Карфаген и взял его штурмом, захватив таким образом важнейший опорный пункт. В 208 году до н. э. при Бекуле его армия столкнулась с Гасдрубалом Баркидом. Карфагеняне заняли сильную позицию на высоком холме, так что Сципион два дня не решался начать сражение. Наконец, боясь появления других карфагенских военачальников, он одновременной атакой с трёх сторон обратил противника в бегство, нанеся ему потери до 20 тысяч человек убитыми и пленными. Римляне заняли лагерь противника, и сразу после этого появились Магон и Гасдрубал, сын Гисгона; оценив диспозицию, карфагеняне ушли, не вступив в бой.
Гасдрубал Баркид после этого поражения двинулся в Италию, на соединение со старшим братом, а римляне не стали его преследовать, сосредоточившись на борьбе с двумя оставшимися в Испании карфагенскими армиями. К последним присоединилось войско Ганнона, так что соотношение сил осталось примерно тем же.
В 207 году Сципион отправил пропретора Марка Юния Силана с 10-тысячным корпусом против Ганнона и Магона. Силан практически полностью уничтожил разрозненные силы противника. После этого сам Публий Корнелий выступил против Гасдрубала сына Гисгона, но тот, не желая вступать в сражение, рассредоточил свою армию по ряду сильных крепостей, и Сципион отступил.
В 206 году до н. э. Гасдрубал сын Гисгона и Магон Баркид объединились, чтобы дать римлянам генеральное сражение; их армия насчитывала от 54 до 74 тысяч воинов. Сципион смог противопоставить этой внушительной силе 43 тысячи человек, существенную часть которых, правда, составляли иберы.

Построение двух армий в дни, предшествовавшие битве при Илипе

Изменение Сципионом римского боевого порядка при Илипе и сражение

В сражении при Илипе Сципион осуществил сложный замысел. Несколько дней подряд он в одно и то же время выводил из лагеря войско, построенное в определённом порядке (легионеры в центре, иберы на флангах), но битву не начинал. Наконец, в решающий день он вывел армию раньше обычного и построенную по-новому: иберы в центре, а на флангах — римские легионы. Последние пошли на сближение с противником быстрее, чем центр. В результате лучшие части римлян атаковали наименее боеспособные части карфагенской армии (иберов и балеарцев), а ливийская пехота, занимавшая середину карфагенского боевого порядка, вынуждена была бездействовать, ожидая приближения иберов, сражавшихся за римлян. Тем не менее упорная схватка шла до полудня, пока у воинов карфагенской стороны, оставшихся в этот день без завтрака, не начали иссякать силы. При этом Аппиан утверждает, будто на решающую атаку, принёсшую успех, римлян сподвиг личный пример проконсула.
Это описание, составленное в основном Полибием, не вполне ясно: так, историк ничего не сообщает о действиях сильной пунийской конницы; полное бездействие ливийской пехоты во время полномасштабного сражения на флангах выглядит не совсем правдоподобно. К тому же источники не сообщают о потерях римлян и о попытках Сципиона взять на следующий день лагерь, в котором укрылся противник. Возможно, победа далась римской армии высокой ценой. Но в любом случае Сципион одержал полную победу. Карфагеняне ночью бежали из лагеря, римляне их настигли и учинили резню, в которой спаслись только шесть тысяч воинов, организовавших оборону на высоком холме. Поскольку держаться там долго было нельзя, осаждённые начали переходить на сторону противника, и в конце концов Магон и Гасдрубал морем бежали в Гадес с горсткой людей. Теперь у карфагенян не осталось на Пиренейском полуострове каких-либо вооружённых сил, кроме гарнизона Гадеса. Этот город сдался сразу после того, как Магон Баркид уплыл в Лигурию. Таким образом, боевые действия закончились полной победой Рима.

## Итоги
После ухода карфагенян  из Испании в регион продолжались боевые действия: римляне подавляли восстания отдельных племён и укрепляли своё владычество. В 201 году до н. э. Карфаген был вынужден подписать мирный договор, согласно которому в том числе отказывался от претензий на Пиренейский полуостров. Рим в дальнейшем создал две новых провинции, Ближняя Испания (долина Ибера) и Дальняя Испания (юг страны, долина Бетиса). Это стало началом целой серии войн, в ходе которых римляне пытались расширить своё влияние на северо-запад и запад, в земли кельтиберов и лузитанов соответственно. Иногда местным племенам удавалось победить римских наместников. Испания была полностью завоёвана Римом только в конце I века до н. э.